# Gyilkos hajsza
A Gyilkos hajsza (eredeti cím: The Following) 2013-ban indult amerikai televíziós bűnügyi thrillersorozat, melyet Kevin Williamson alkotott meg.
Az első évad főszereplője Ryan Hardy egykori FBI-ügynök, aki Joe Carroll sorozatgyilkos elfogásában segédkezik, de Carroll szektájának emberei elrabolják Hardy kisfiát. A második évadban tovább folytatódik a hajsza Carroll után. A főbb szerepekben Kevin Bacon, James Purefoy, Shawn Ashmore, Natalie Zea és Valorie Curry látható.
A sorozatot a Fox csatornán mutatták be 2013. január 21-én. Három évadot követően törölték a sorozatot, az utolsó epizód 2015. május 18-án került adásba. Magyarországon az RTL Klub mutatta be 2013. június 7-én, majd a második évadtól az RTL II-re került át.

## Szereplők
| Szereplő        | Színész          | Magyar hang    |
| --------------- | ---------------- | -------------- |
| Ryan Hardy      | Kevin Bacon      | Kőszegi Ákos   |
| Jennifer Mason  | Jeananne Goossen |                |
| Claire Matthews | Natalie Zea      | Zakariás Éva   |
| Mike Weston     | Shawn Ashmore    | Rajkai Zoltán  |
| Emma Hill       | Valorie Curry    | Molnár Ilona   |
| Jacob Wells     | Nico Tortorella  | Előd Álmos     |
| Paul Torres     | Adan Canto       | Előd Botond    |
| Joey Matthews   | Kyle Catlett     | Straub Norbert |
| Sarah Fuller    | Maggie Grace     |                |
| Joe Carroll     | James Purefoy    | Kerekes József |
| Troy Riley      | Billy Brown      |                |
| Marshall Turner | John Lafayette   | Papp János     |
| Jordy Raines    | Steve Monroe     |                |
| Warren          | Michael Roark    |                |
| Joan Garcia     | Melissa Ponzio   |                |

## Epizódok
| Évad | Évad | Epizódok | Eredeti sugárzás | Eredeti sugárzás  | Eredeti adó | Magyar sugárzás     | Magyar sugárzás      | Magyar adó |
| Évad | Évad | Epizódok | Évadpremier      | Évadfinálé        | Eredeti adó | Évadpremier         | Évadfinálé           | Magyar adó |
| ---- | ---- | -------- | ---------------- | ----------------- | ----------- | ------------------- | -------------------- | ---------- |
|      | 1    | 15       | 2013. január 21. | 2013. április 29. | FOX         | 2013. június 7.     | 2013. szeptember 13. | RTL Klub   |
|      | 2    | 15       | 2014. január 19. | 2014. április 28. | FOX         | 2014. augusztus 25. | 2014. december 1.    | RTL II     |
|      | 3    | 15       | 2015. március 2. | 2015. május 18.   | FOX         | 2015. december 12.  | 2016. február 6.     | RTL II     |

## Díjak és jelölések
| Év   | Díj                    | Kategória                               | Jelölt          | Eredmény |
| ---- | ---------------------- | --------------------------------------- | --------------- | -------- |
| 2013 | 39. Szaturnusz-gála    | Legjobb televíziós sorozat              | Gyilkos hajsza  | Jelölve  |
| 2013 | 39. Szaturnusz-gála    | Legjobb televíziós színész              | Kevin Bacon     | Elnyerte |
| 2014 | People’s Choice Awards | Az év tévés drámai színésze             | Kevin Bacon     | Jelölve  |
| 2014 | 40. Szaturnusz-gála    | Legjobb televíziós sorozat              | Gyilkos hajsza' | Jelölve  |
| 2014 | 40. Szaturnusz-gála    | Legjobb televíziós színész              | Kevin Bacon     | Jelölve  |
| 2014 | 40. Szaturnusz-gála    | Legjobb televíziós férfi mellékszereplő | James Purefoy   | Jelölve  |

## Fordítás
- Ez a szócikk részben vagy egészben  a   The Following című angol Wikipédia-szócikk fordításán alapul.  Az eredeti cikk szerkesztőit annak laptörténete sorolja fel. Ez a jelzés csupán a megfogalmazás eredetét és a szerzői jogokat jelzi, nem szolgál a cikkben szereplő információk forrásmegjelöléseként.